# غلستان (أيسين)
غلستان (بالفارسية: گلستان) هي قرية تقع في إيران في قسم أيسين الريفي. يقدر عدد سكانها بـ 36 نسمة بحسب إحصاء 2016.